# Consiliul regional Zevulun
Consiliul Regional Zevulun (în ebraică מועצה אזורית זבולון, transliterat: Mo'atza Azorit Zvulun) este un consiliu regional din districtul Haifa din Israel. Fondat în 1950, avea o populație de 10.900 de locuitori în 2006.
Consiliul se învecinează cu Consiliul Regional Mateh Asher la nord, Consiliul Regional Valea Yezreel și Shefa Amr la est, Rezervația Naturală Carmel și Kiryat Tivon la sud și  HaKerayot la vest.

## Nume
Numele este derivat din numele ebraic „Emek Zevulun”, lit. „Valea Zevulun”, dat de pionierii sioniști zonei de coastă care se întinde de-a lungul Golfului Acra, de la Acre (Akko) la Haifa, presupunând în mod incorect că tribul lui Zabulon a avut cândva teritoriul său în această zonă – acest pământ a făcut parte din alocarea  Așer, și este o câmpie de coastă, nu o vale.

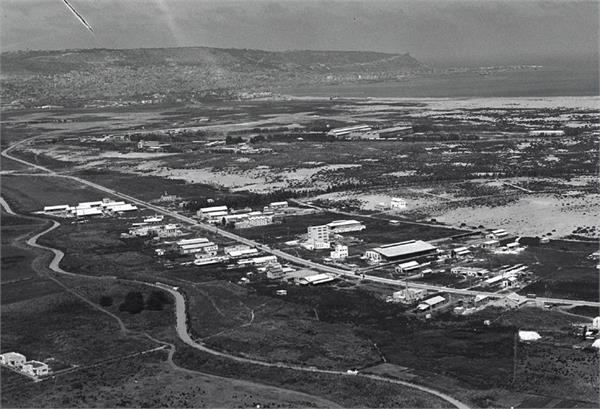
Zona industrială Zevulun 1939.
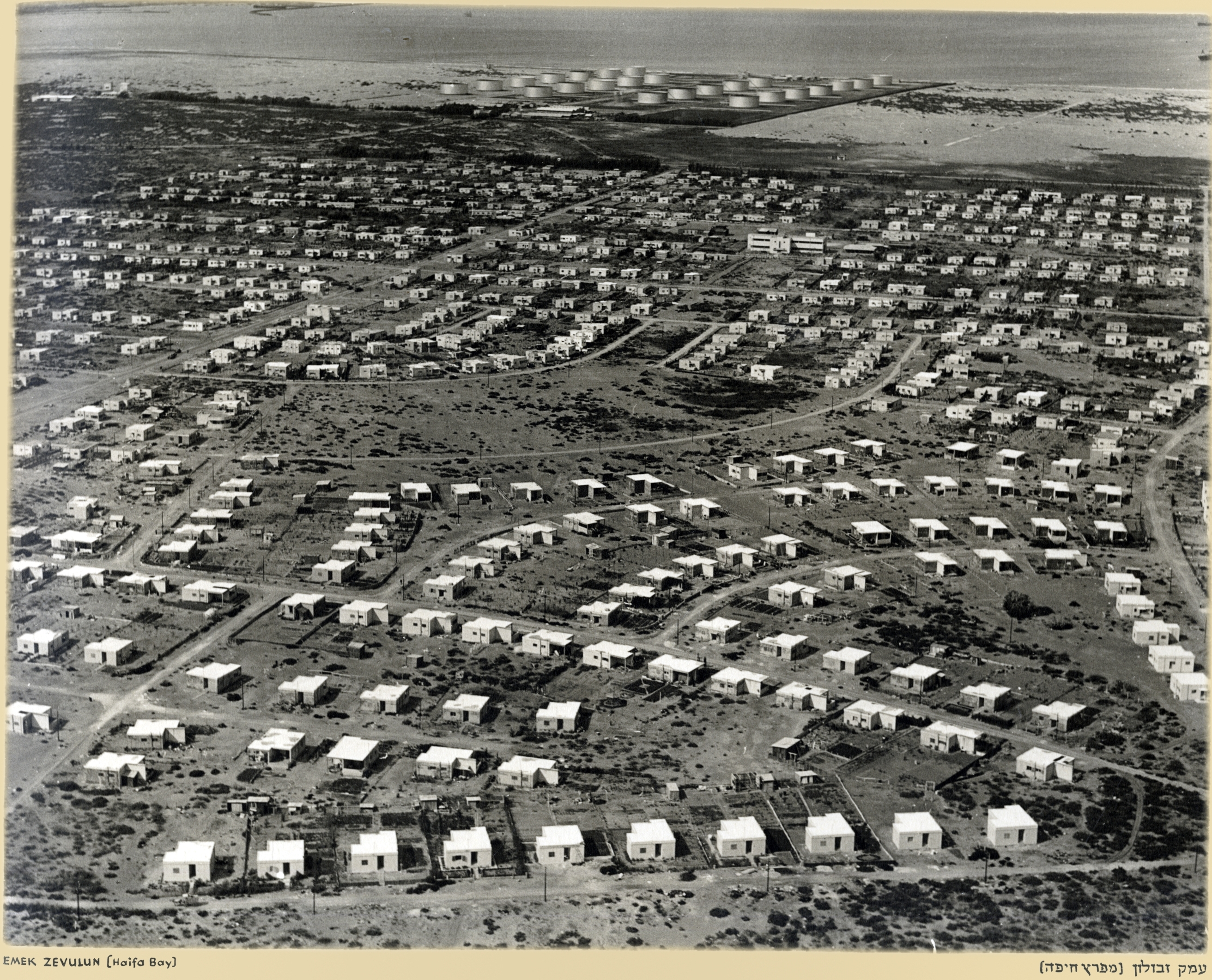
Locuințe în Zevulun  1937
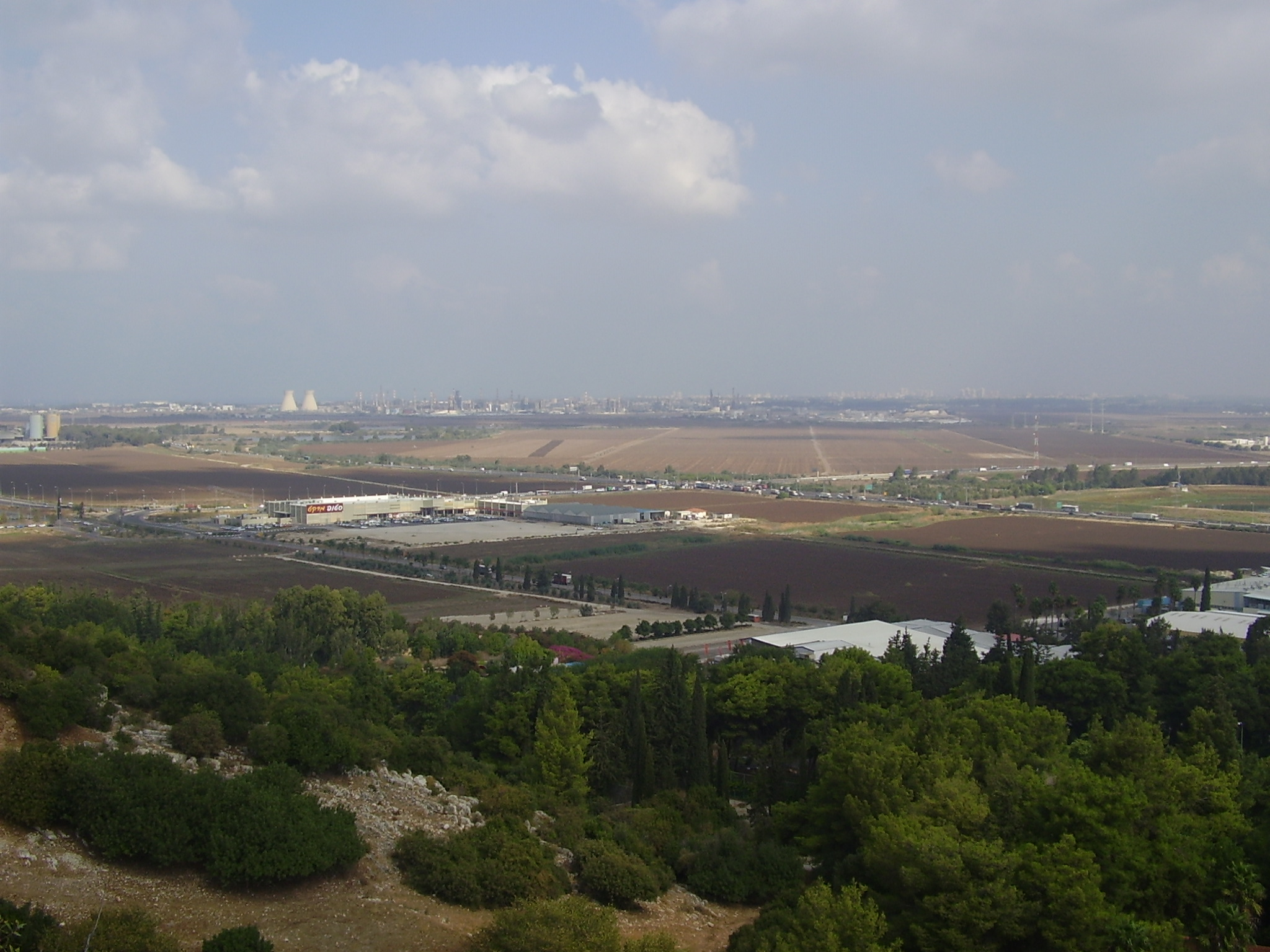
Valea Zevulun

## Listă de așezări
| Kibuțuri - Kfar HaMaccabi - Ramat Yohanan - Sha'ar HaAmakim - Usha - Yagur | Moșavuri - Kfar Bialik - Kfar Hasidim Alef | Așezări comunale - Kfar Hasidim Bet - Nofit | Sate arabe - Ibtin - Khawaled - Ras Ali | Alte sate - Kfar HaNoar HaDati - Oranim |